# Per Anhalter über den Atlantik
Per Anhalter über den Atlantik ist ein Dokumentarfilm des Filmemachers Thorsten O. Böhnke aus dem Jahr 2012. Er erzählt von einer Reise, die ihn mit unterschiedlichen Segelbooten über den Atlantischen Ozean führt. Auf den Stationen dieser Seereise entlang der alten Entdeckerrouten besucht Böhnke Menschen, die sich im Natur- und Tierschutz engagieren. Es ist der erste Teil der Dokumentarfilmreihe Hoch am Wind.

## Hintergrund und Inhalt
Eher zufällig erhielt der Filmemacher und Schiffsbauingenieur Böhnke die Möglichkeit als Crewmitglied auf dem Katamaran eines Freundes mitzusegeln. Die „Indiana“ startete ihre Reise am 2. Mai 2010 in Kiel. Der Kurs sollte entlang der Routen der einstigen Großsegler „bis hinter den Horizont“ führen. Im Gegensatz zu den Unternehmungen der damaligen Abenteurer Charles Darwin und auch Alexander von Humboldt, die neue Tier- und Pflanzenarten entdeckten und beschrieben, sind heutzutage viele Arten vom Aussterben bedroht. So besuchten die Freunde auf ihrem Segeltörn zu den Kanarischen Inseln beispielsweise den Teide Nationalpark auf Teneriffa. Böhnke hat Wissenschaftler und Umweltschützer getroffen, die sich dem Erhalt der Landschaften und dem Schutz der teilweise einzigartigen Tierwelt verschrieben haben. Von den Kanaren aus führte seine Route „per Anhalter“ über die Kapverdischen Inseln bis in die Karibik. Ohne eigenes Boot lernte Böhnke dabei viele engagierte Menschen kennen, die sich den Artenschutz der Tierwelt zur Aufgabe gemacht haben. Er schwamm mit Grindwalen, beobachtete Meeresschildkröten und Echsen. Der Film zeigt neben der Schönheit der maritimen Biotope auch deren Empfindlichkeit gegenüber Eingriffen und Veränderungen durch den Menschen.

## Publikationen
- Per Anhalter über den Atlantik. (= Hitchhiking across the Atlantic.) DVD 58 min OCLC 876002880 (deutsch und englisch)
- Fortsetzung – Teil 2 der Reihe Hoch am Wind: Wilde Karibik – Die Inseln über dem Winde. DVD[3]

## Auszeichnungen und Vorführungen (Auswahl)
Der Film gewann in der Kurzversion den ersten Preis in der Kategorie „Reisefilm“ bei den Montevideo Filmfestspielen in Kiel. Die Premiere fand am 21. Oktober 2011 in Merching, bei Augsburg statt. Zu sehen war der Film unter anderem am 17. Mai 2012 während der Independent Days in der Schauburg in Karlsruhe. Am 27. November 2012 führte Böhnke den Film in der Wormser Kinowelt vor. Am 12. November 2013 wurde die Dokumentation in Zusammenarbeit mit dem Kölner Yacht Club im „NATO“-Saal des Funkhauses des WDR vorgeführt, und von Böhnke und der Meeresbiologin Laura Winter kommentiert. Weitere Lifevorführungen fanden am 1. Dezember 2013 im Studio Filmtheater in Kiel und am 2. Juli 2014 im Universitätssegelclub in Kassel statt.